# Brian Beacock
Brian Keith Beacock (Hayward, California, 29 de marzo de 1966) es un actor de voz, cine y televisión estadounidense. 
Es mejor conocido por interpretar a Byonko en Zatch Bell , Takato Matsuki en Digimon Tamers , Yumichika Ayasegawa de Bleach , Yamato Delgado en la batalla B-Daman , y Monokuma, el antagonista. De la franquicia de anime / videojuego Danganronpa .

## Filmografía

### Videojuegos
- Bleach: Shattered Blade - Yumichika Ayasegawa
- Bleach: The 3rd Phantom - Yumichika Ayasegawa, D-Roy Linker (acreditado como Donn A Nordean)
- Danganronpa: Trigger Happy Havoc - Monokuma
- Danganronpa 2: Goodbye Despair - Monokuma
- Danganronpa Another Episode: Ultra Despair Girls - Monokuma
- Danganronpa V3: Killing Harmony - Monokuma, Monosuke
- Digimon World Data Squad - Agumon / GeoGreymon
- Elsword - Cuervo
- Naruto: Consejo Ninja 3 - Sakon
- Naruto: Ultimate Ninja 3 - Sakon y Ukon
- Leyendas del Soulcalibur - Lloyd Irving
- Xenoblade Chronicles X - BLADE grunt
- Zatch Bell! Mamodo Furia - Byonko

### Televisión
- Based on an Untrue Story (1993) - Película de televisión; Reportero # 2
- Late Night with Conan O'Brien (2000) - Axl en 'White Trash Wins Lotto'
- Gary & Mike (2001) - Nafe; episodio: "Road Rage"
- Gormiti (2008) - Nick Tripp
- The Rerun Show (2002) - 6 episodios
- Pasiones (2005) - empleado de tienda; 2 episodios
- CSI: Crime Scene Investigation (2004) - Irv; episodio: "Ch-Ch-Changes"
- Jugando directamente (2004) - Trovador; 6 episodios

### Película
- Rebanadas Americanas (2000) - Gabriel
- Circuito (2001) - Sospechoso / Drag Queen
- Mulholland Drive (2001) - Cantante de estudio
- La compra de la vaca (2002) - Alex
- Paprika (2006) - Kei Himuro y Kuga
- Blue Exorcist: The Movie (2012) - Renzo Shima (voz)

### Otro
- AficionadosChris (YouTube) - Takato Matsuki[6]

## Premios y honores
Brian compartió el Premio RTS Television 2005 con Jamie Forsyth a la Mejor Música - Título Original de Música por "Playing It Straight".  En los NAVGTR Awards de 2014, Beacock fue nominado a Performance in a Comedy, por su trabajo en Danganronpa: Trigger Happy Havoc .